# Oscaruddelingen 1984
Oscaruddelingen 1984 var den 56. oscaruddeling, hvor de bedste film fra 1983 blev hædret af Academy of Motion Picture Arts and Sciences. Uddelingen blev afholdt 9. april 1984 i Dorothy Chandler Pavilion i Los Angeles, Californien, USA. Værten var Johnny Carson.

## Vindere og nominerede
Vindere står øverst, er skrevet i fed.
| Bedste film | Bedste instruktør |
| --- | --- |
| - Tid til kærtegn – James L. Brooks, producer - Gensyn med vennerne – Michael Shamberg, producer - Påklæderen – Peter Yates, producer - Mænd af den rette støbning – Robert Chartoff og Irwin Winkler, producere - Den sidste drøm – Philip S. Hobel, producer | - James L. Brooks – Tid til kærtegn - Peter Yates – Påklæderen - Ingmar Bergman – Fanny og Alexander - Mike Nichols – Silkwood - Bruce Beresford – Den sidste drøm |
| Bedste mandlige hovedrolle | Bedste kvindelige hovedrolle |
| - Robert Duvall – Den sidste drøm som Mac Sledge - Michael Caine – Lærenemme Rita som Prof. Frank Bryant - Tom Conti – Reuben, Reuben som Gowan McGland - Tom Courtenay – Påklæderen som Norman - Albert Finney – Påklæderen som Sir | - Shirley MacLaine – Tid til kærtegn som Aurora Greenway - Jane Alexander – Testament som Carol Wetherly - Meryl Streep – Silkwood som Karen Silkwood - Julie Walters – Lærenemme Rita som Susan "Rita" White - Debra Winger – Tid til kærtegn som Emma Greenway-Horton |
| Bedste mandlige birolle | Bedste kvindelige birolle |
| - Jack Nicholson – Tid til kærtegn as Garrett Breedlove - Charles Durning – At være eller ikke være som Standartenführer Erhardt - John Lithgow – Tid til kærtegn som Sam Burns - Sam Shepard – Mænd af den rette støbning som Chuck Yeager - Rip Torn – En kvindes triumf som Marsh Turner | - Linda Hunt – The Year of Living Dangerously som Billy Kwan - Cher – Silkwood som Dolly Pelliker - Glenn Close – Gensyn med vennerne som Sarah Cooper - Amy Irving – Yentl som Hadass Vishkower - Alfre Woodard – En kvindes triumf som Beatrice "Geechee" |
| Bedste manuskript skrevet direkte til filmen | Bedste manuskript baseret på materiale fra et andet medie |
| - Den sidste drøm – Horton Foote - Gensyn med vennerne – Lawrence Kasdan and Barbara Benedek - Fanny og Alexander – Ingmar Bergman - Silkwood – Nora Ephron og Alice Arlen - WarGames – Lawrence Lasker og Walter Parkes | - Tid til kærtegn – James L. Brooks baseret på romanen af Larry McMurtry - Betrayal – Harold Pinter based on his play - Påklæderen – Ronald Harwood baseret på hans skuespil - Lærenemme Rita – Willy Russell baseret på hans skuespil - Reuben, Reuben – Julius J. Epstein baseret på skuespillet Spofford af Herman Shumlin |
| Bedste fremmedsprogede film | Bedste dokumentar |
| - Fanny og Alexander (Sverige) - Le Bal (Algeriet) - Carmen (Spanien) - Lena og Madeleine (Frankrig) - Jób lázadása (Ungarn) | - He Makes Me Feel Like Dancin' – Emile Ardolino - Children of Darkness – Richard Kotuk og Ara Chekmayan - First Contact – Bob Connolly og Robin Anderson - The Profession of Arms – Michael Bryans og Tina Viljoen - Seeing Red – James Klein og Julia Reichert |
| Bedste korte dokumentar | Bedste kortfilm |
| - Flamenco at 5:15 – Cynthia Scott og Adam Symansky - In the Nuclear Shadow: What Can the Children Tell Us? – Vivienne Verdon-Roe og Eric Thiermann - Sewing Woman – Arthur Dong - Spaces: The Architecture of Paul Rudolph – Robert Eisenhardt - Ihr zent frei – Dea Brokman og Ilene Landis | - Boys and Girls – Janice L. Platt - Goodie-Two-Shoes – Ian Emes - Overnight Sensation – Jon N. Bloom |
| Bedste korte animationsfilm | Bedste originale musik |
| - Sundae in New York – Jimmy Picker - Mickeys juleeventyr – Burny Mattinson - Sound of Sunshine – Sound of Rain – Eda Godel Hallinan | - Mænd af den rette støbning – Bill Conti - En kvindes triumf – Leonard Rosenman - Jediridderen vender tilbage – John Williams - Tid til kærtegn – Michael Gore - I skudlinien – Jerry Goldsmith |
| Bedste musik: Sangbaseret eller adapteret | Bedste sang |
| - Yentl – Sangpartitur af Michel Legrand og Alan and Marilyn Bergman - Rent bluff – musik adapteret af Lalo Schifrin - Bossen og bumsen – musik adapteret af Elmer Bernstein | - "Flashdance... What a Feeling" fra Flashdance – Musik af Giorgio Moroder; Tekst af Keith Forsey og Irene Cara - "Maniac" fra Flashdance – Musik og tekat af Michael Sembello og Dennis Matkosky - "Over You" fra Den sidste drøm – Musik og tekst af Austin Roberts og Bobby Hart - "Papa, Can You Hear Me?" fra Yentl – Musik af Michel Legrand; tekst af Alan og Marilyn Bergman - "The Way He Makes Me Feel" fra Yentl – Musik af Michel Legrand; Tekst af Alan og Marilyn Bergman |
| Bedste lyd | Bedste redigering af lydeffekter |
| - Mænd af den rette støbning – Mark Berger, Tom Scott, Randy Thom og David MacMillan - Ulvenes land – Alan Splet, Todd Boekelheide, Randy Thom og David Parker - Jediridderen vender tilbage – Ben Burtt, Gary Summers, Randy Thom og Tony Dawe - Tid til kærtegn – Donald O. Mitchell, Rick Kline, Kevin O'Connell og James R. Alexander - WarGames – Michael J. Kohut, Carlos Delarios, Aaron Rochin og Willie D. Burton | - Mænd af den rette støbning – Jay Boekelheide - Jediridderen vender tilbage – Ben Burtt |
| Bedste scenografi | Bedste kostumer |
| - Fanny og Alexander – Anna Asp - Jediridderen vender tilbage – Norman Reynolds, Fred Hole, James L. Schoppe og Michael D. Ford - Mænd af den rette støbning – Geoffrey Kirkland, Richard Lawrence, W. Stewart Campbell, Peter R. Romero, Jim Poynter og George R. Nelson - Tid til kærtegn – Polly Platt, Harold Michelson, Tom Pedigo og Anthony Mondello - Yentl – Roy Walker, Leslie Tomkins og Tessa Davies           | - Fanny og Alexander – Marik Vos - En kvindes triumf – Joe I. Tompkins - Først over stregen – William Ware Theiss - Historien om Martin Guerre – Anne-Marie Marchand - Zelig – Santo Loquasto |
| Bedste fotografering | Bedste klipning |
| - Fanny og Alexander – Sven Nykvist - Flashdance – Donald Peterman - Mænd af den rette støbning – Caleb Deschanel - WarGames – William A. Fraker - Zelig – Gordon Willis | - Mænd af den rette støbning – Glenn Farr, Lisa Fruchtman, Tom Rolf, Stephen A. Rotter, og Douglas Stewart - Blue Thunder – Frank Morriss og Edward M. Abroms - Flashdance – Bud S. Smith og Walt Mulconery - Silkwood – Sam O'Steen - Tid til kærtegn – Richard Marks |

### Honorary Academy Award
- Hal Roach

### Jean Hersholt Humanitarian Award
- M. J. Frankovich

### Special Achievement Academy Award
- Jediridderen vender tilbage – Richard Edlund, Dennis Muren, Ken Ralston og Phil Tippett for Visuelle effekter.